# عبدالقادر فریحه
عبدالقادر فریحه (عربی: عبد القادر فريحة؛ ۲۸ اکتبر ۱۹۴۲ – ۱ اکتبر ۲۰۱۲) بازیکن فوتبال اهل الجزایر بود.
از باشگاه‌هایی که در آن بازی کرده‌است می‌توان به باشگاه فوتبال مولودیه وهران اشاره کرد.
وی همچنین در تیم ملی فوتبال الجزایر بازی کرده‌است.